# DDR4 SDRAM

Módulo de memória DDR4.

Double Data Rate 4 Synchronous Dynamic Random-Access Memory (DDR4 SDRAM) é um tipo de memória de acesso aleatório dinâmica síncrona (SDRAM) com uma interface de alta largura de banda ("double data rate").
Lançado para o mercado em 2014, é uma variante da memória de acesso aleatório dinâmica (DRAM), da qual algumas estão em uso desde o início dos anos 70, e um sistema de alta velocidade sucessor das tecnologias DDR2 e DDR3.
O DDR4 não é compatível com qualquer tipo anterior de memória de acesso aleatório (RAM) devido às diferentes tensões de sinalização e interface física, além de outros fatores.
SDRAM DDR4 foi lançado para o mercado público no segundo trimestre de 2014, com foco na memória ECC, enquanto os módulos DDR4 não-ECC foram disponibilizados no terceiro trimestre de 2014, acompanhando o lançamento dos processadores Haswell-E que exigem memória DDR4.

## Recursos
As principais vantagens do DDR4 em relação ao seu predecessor, o DDR3, incluem maior densidade de módulo e requisitos de voltagem mais baixos, juntamente com velocidades de tranferência de taxa de dados mais altas. O padrão DDR4 permitem DIMMs de até 64 GB de capacidade em comparação com o máximo de DDR3 de 16 GB por DIMM.
Ao contrário das gerações anteriores de memória DDR, prefetch não foi amuentado acima de 8n usado em DDR3; o tamanho do burst básico é de oito palavras de 64 bits, e larguras de banda maiores são obtidas enviando mais comandos de leitura/gravação por segundo. Para permitir isso, o padrão divide os bancos DRAM em dois ou quatro grupos de bancos selecionavéis, onde as tranferências para diferentes grupos de bancos podem ser feitas mais rapidamente.
Como o consumo de energia aumenta com a velocidade, a tensão reduzida permite operação em velocidade mais alta sem requisitos excessivos de energia e resfriamento.
DDR4 opera a uma tensão de 1,2V com uma frequência entre 800 e 1600 MHz (DDR4-1600 a DDR4-3200), em comparação com frequências entre 400 e 1067 MHz (DDR3-800 a DDR3-2133) e requisitos de tensão de 1,5 V de DDR3. Devido à natureza do DDR, as velocidades são normalmente anunciadas como o dobro desses números (DDR3-1600 e DDR4-2400 são comuns, com DDR4-3200, DDR4-4800 e DDR4-5000 disponíveis a alto custo). Ao contrário de padrão DDR3 de 1,35 V de baixa tensão DDR3L, não há DDR4L versão de baixa tensão de DDR4.

## Linha do tempo

Comparação física de DDR, DDR2, DDR3, e DDR4 SDRAM

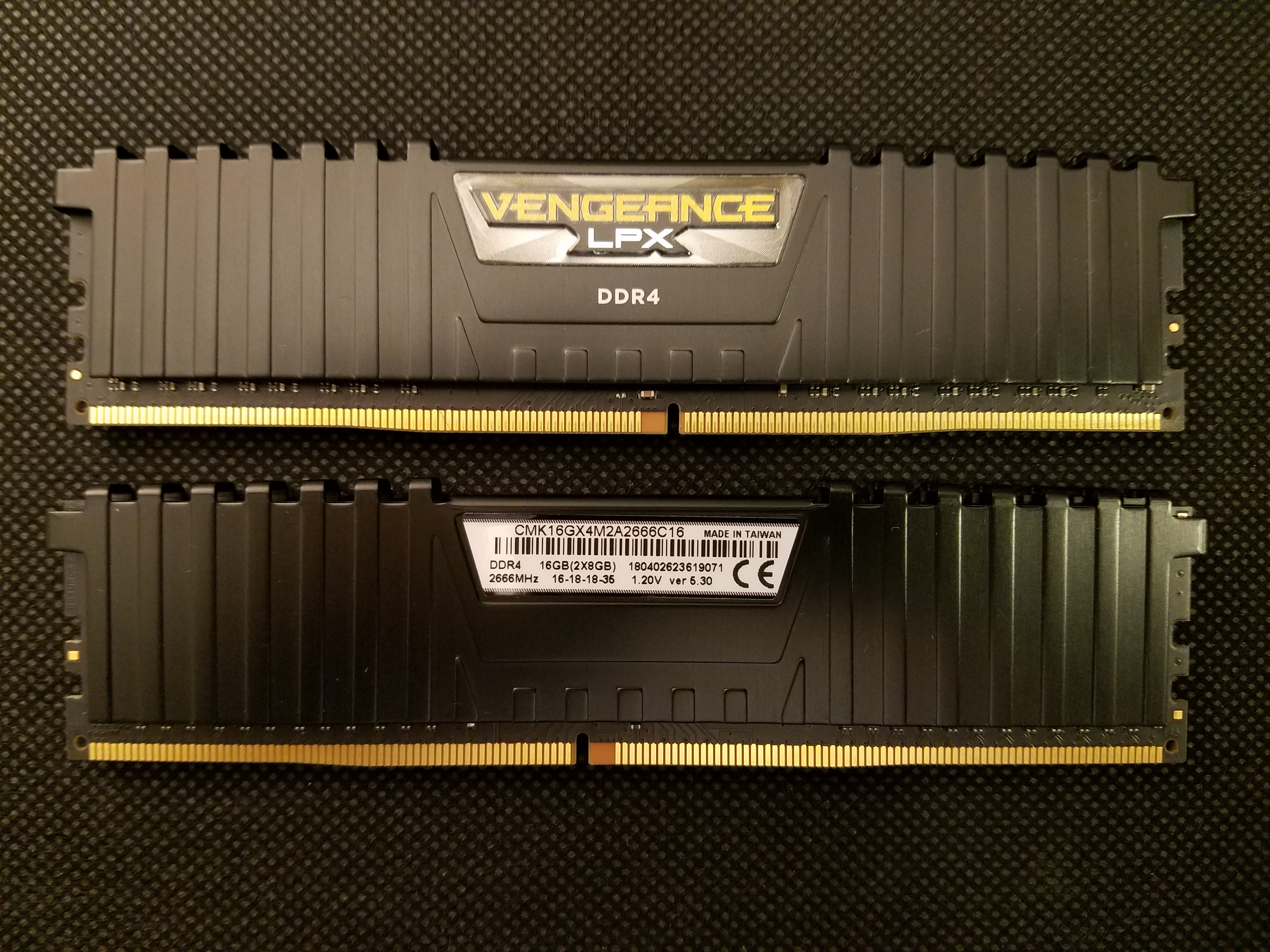
Frente e verso dos módulos de DDR4 de 8 GB

- 2005: O corpo de padrões JEDEC começou a trabalhar em um sucessor do DDR3 por volta de 2005,[13] cerca de 2 anos antes do lançamento do DDR3 em 2007.[14][15] A arquitetura de alto nível do DDR4 foi planejada para ser concluída em 2008.[16]

- 2007:Algumas informações antecipadas foram publicadas em 2007,[17] e um palestrante convidado da Qimonda forneceu mais detalhes públicos em uma nova apresentação no Intel Developer Forum (IDF) de agosto de 2008 em São Francisco.[17][18][19][20] DDR4 foi descrito como envolvendo um processo de 30nm a 1,2 volts, com frequências de barramento de 2.133 MT/s de velocidade "regular" e 3.200 MT/s de velocidade de "entusiasta" e alcançando o mercado em 2012, antes da transição para 1 volt em 2013.[18][20]

- 2009: Em fevereiro, a Samsung validou chips DRAM de 40 nm, considerado um "passo significativo" para o desenvolvimento de DDR4[21] pois em 2009 os chips DRAM estavam apenas começando a migrar para um processo de 50 nm.[22]

- 2010: Posteriormente, mais detalhes foram revelados no MemCon 2010, Tóquio (um evento da indústria de memória de computador), no qual uma apresentação de um diretor JEDEC intitulada "Time to rehink DDR4"[23] com um slide intitulado "New roadmap: More realistic roadmap is 2015" levou alguns sites a relatar que a introdução do DDR4 foi provavelmente[24] ou definitivamente[25][26] atrasada até 2015. No entanto, as amostras de teste DDR4 foram anunciadas de acordo com a programação original no início de 2011, momento em que os fabricantes começou a informar que a produção comercial em grande escala e o lançamento no mercado estava programados para 2012.[27]

- 2011: Em janeiro, a Samsung anunciou a conclusão e o lançamento para teste de um módulo DRAM DDR4 de 2 GB baseado em um processo entre 30 e 39 nm.[28] Ele tem uma taxa máxima de tranferência de dados de 2.133 MT/s a 1,2 V, usa a tecnologia de pseudo-dreno aberto (adaptado da memória gráfica DDR[29]) e consome 40% menos energia do que um módulo DDR3 equivalente.[28][30][31]
Em abril, a Hynix anunciou a produção de módulos DDR4 de 2 GB a 2400 MT/s, também rodando a 1,2 V em um processo de 30 e 39 nm (processo exato não especificado),[27] acrescentando que previa o início da produção de alto volume no segundo semestre de 2012.[27] Os processos de semicondutores para DDR4 deve fazer a transição para sub-30 nm em algm ponto entre o final de 2012 e 2014.[32][33]

- 2012: Em maio, a Micron anunciou[34] que pretende iniciar a produção no final de 2012 de módulos de 30nm.
 Em julho, a Samsung anunciou que começaria a amostrar os primeiros módulos de memória dual inline (RDIMMs) de 16GB registrados da indústria usando DDR4 SDRAM para sistemas de servidor corporativo.[35][36]
 Em setembro, o JEDEC lançou a especificação final do DDR4.[37]

- 2013: Esperava-se que a DDR4 representasse 5% do mercado de DRAM em 2013,[27] e atingisse a adoção em massa no mercado e 50% de penetração no mercado por voltade 2015;[27] a partir de 2013, no entanto, a adoção do DDR4 foi adiada e naõ se esperava mais que atingisse a maioria do mercado até 2016 ou mais tarde.[38] A transição de DDR3 para DDR4 está, portanto, demorando mais do que os cerca de cinco anos levados para DDR3 alcançar a transição do mercado de massa sobre DDR2.[32] Em parte, isso ocorre porque as mudanças necessárias para outros componentes afetariam todas as outras partes dos sistemas de computador, que precisariam ser atualizadas para funcionar com o DDR4.[39]

- 2014: Em abril, a Hynix anunciou que havia desenvolvido o primeiro módulo de 128GB de maior densidade do mundo baseado em 8 Gbit DDR4 usando tecnologia de 20 nm. O móduglo funciona a 2.133 MHz, com E/S de 64 bits, e processa até 17 GB de dados por segundo.

- 2016: Em abril, a Samsung anunciou que tinha começado a produzir DRAM em massa em um processo de "classe de 10nm", o que significava o regime de nó 1x nm de 16nm a 19nm, que suporta uma transferência de dados 30% mais rápida taxa de 3.200Mbit/s.[40] Anteriormente, um tamanho de 20nm foi usado.[41][42]

### Percepção e adoção de mercado
Em abril de 2013, um redator de notícias do International Data Group (IDG) - uma empresa americana de pesquisa de tecnologia originalmente parte da IDC - produziu uma análise de suas percepções relacionadas ao DDR4 SDRAM. As conclusões foram que a crescente popularidade da computação móvel e outros dispositivos usando memória mais lenta, mas de baixo consumo, a desaceleração do crescimento no setor de computação de desktop tradicional e a consolidação do mercado de fabricação de memória, significava que as margens de RAM eram apertado.
Como resultado, o preço premium desejado para a nova tecnologia foi mais difícil de alcançar e a capacidade mudou para outros setores. Os fabricantes de SDRAM e os criadores de chipset estavam, até certo ponto, "presos entre uma pedra e um lugar difícil", onde "ninguém quer pagar mais por produtos DDR4 e os fabricantes não querer fazer a memória se não quiserem um prêmio", de acordo com Mike Howard da iSuppli. Uma mudança no sistema do mercado em relação à computação de desktop e lançamento de processadores com suporte DDR4 pela Intel e AMD poderia, portanto, potencialmente levar a um crescimento "agressivo".
O roadmap do Haswell de 2014 da Intel revelou o primeiro uso da empresa de DDR4 SDRAM em processadores Haswell-EP.
Os processadores Ryzen da AMD, revelados em 2016 e enviados em 2017, usam DDR4 SDRAM.

## Operação
Os chips DDR4 usam uma fonte de 1,2Vy:16 com uma fonte auxiliar de 2,5V para reforço de wordline chamado VPP,:16 em comparação com o padrão de 1,5V dos chips DDR3, com tensão mais baixa variantes em 1,35V aparecendo em 2013. Espera-se que DDR4 seja introduzido a taxas de transferência de 2133MT/s,:18 estima-se que aumente para um potencial de 4266MT/s em 2013. A taxa de transferência mínima de 2133MT/s foi dito ser devido ao progresso feito nas velocidades DDR3 que, provavelmente atingindo 2.133MT/s, deixou poucos benefícios comerciais para especificar DDR4 abaixo desta velocidade. A Techgage interpretou a amostra de engenharia da Samsung de janeiro de 2011 como tendo latência CAS de 13 ciclos de clock, descrito como sendo comparável à mudança de DDR2 para DDR3.
Os bancos internos aumentaram para 16 (4 bits de seleção de banco), com até 8 classificações por DIMM.:16
As alterações de protocolo incluem::20
- Pariedade do barramento de comando/endereço
- Inversão de barramento de dados (como GDDR4)
- CRC no barramento de dados
- Programação independente de DRAMs individuais em um DIMM, para permitir um melhor controle de terminação na matriz.

O aumento da densidade da memória é antecipado, possivelmente usando TSV("through-silicon via") ou outros processos de empilhamento 3D. A especificação DDR4 incluirá empilhamento 3D padronizado "desde o início" de acordo com JEDEC, com provisão para até 8 matrizes empilhadas.:12 X-bit Labs previu que "como resultado, os chips de memória DDR4 com densidade muito alta se tornarão relativamente baratos".
Os bancos de memória comutada também são uma opção antecipada para servidores.
Em 2008, preocupações foram levantadas no livro Wafer Leve 3-D ICs Process Technology de que elementos analógicos não escalonáveis, como bombas de carga e reguladores de tensão, e circuitos adicionais "permitiram aumentos significativos na largura de banda, mas consomem muito mais área de matriz". Os exemplos incluem detecção de erro CRC, terminação na matriz, hardware de burst, pipelines programáveis, baixa impedância e necessidade crescente de amplificadores de detecção(atribuído a um declínio em bits por bitline devido à baixa tensão). Os autores notaram que, como resultado, a quantidade de matriz usada para o próprio array da memória diminuiu ao longo do tempo de 70-78% para SDRAM e DDR1, para 47% para DDR2, para 338% para DDR3 e potencialmente menos de 30% para DDR4.
A especificação definiu padrões para dispositivos de memória x4, x8 e x16 com capacidades de 2, 4, 8 e 16GB.

### Codificação de comando
| Comando | CS | BG1–0, BA1–0 | ACT | A17               | A16 RAS           | A15 CAS           | A14 WE            | A13               | A12 BC            | A11               | A10 AP            | A9–0              |
| --- | -- | ------------ | --- | ----------------- | ----------------- | ----------------- | ----------------- | ----------------- | ----------------- | ----------------- | ----------------- | ----------------- |
| Desmarcar (sem operação) | H  | X            | X   | X                 | X                 | X                 | X                 | X                 | X                 | X                 | X                 | X                 |
| Ativo (ativar): abre uma linha | L  | Banco        | L   | Endereço da linha | Endereço da linha | Endereço da linha | Endereço da linha | Endereço da linha | Endereço da linha | Endereço da linha | Endereço da linha | Endereço da linha |
| Nenhuma operação | L  | V            | H   | V                 | H                 | H                 | H                 | V                 | V                 | V                 | V                 | V                 |
| Calibração ZQ | L  | V            | H   | V                 | H                 | H                 | L                 | V                 | V                 | V                 | Grande            | V                 |
| Ler (BC, corte estourado) | L  | Banco        | H   | V                 | H                 | L                 | H                 | V                 | BC                | V                 | AP                | Coluna            |
| Gravar (AP, pré-carga automática)                                                                                                 | L  | Banco        | H   | V                 | H                 | L                 | L                 | V                 | BC                | V                 | AP                | Coluna            |
| Não atribuído, reservado | L  | V            | v   | V                 | L                 | H                 | H                 | V                 | V                 | V                 | V                 | V                 |
| Pré-carregue todos os bancos | L  | V            | H   | V                 | L                 | H                 | L                 | V                 | V                 | V                 | H                 | V                 |
| Pré-carregue um banco | L  | Banco        | H   | V                 | L                 | H                 | L                 | V                 | V                 | V                 | L                 | V                 |
| Atualizar | L  | V            | H   | V                 | L                 | L                 | H                 | V                 | V                 | V                 | V                 | V                 |
| Conjunto de registro de modo (MR0 – MR6)                                                                                          | L  | Registro     | H   | L                 | L                 | L                 | L                 | L                 | Dados             | Dados             | Dados             | Dados             |
| Nível de sinal H, alto L, baixo V, seja baixo ou alto, um sinal válido X, irrelevante Nível lógico Ativo Inativo Não interpretado |    |              |     |                   |                   |                   |                   |                   |                   |                   |                   |                   |

Embora ainda opere fundamentalmente da mesma maneira, o DDR4 faz uma grande mudança nos formatos de comando usados pelas gerações anteriores de SDRAM. Um novo sinal de comando, ACT, é baixo para indicar o comando de ativação (abrir linha).
O comando de ativação requer mais bits de endereço do que qualquer outro (bits de endereço de 18 linhas em uma parte de 16Gbit), de modo que os sinais baixos ativos RAS, CAS e WE padrão são compartilhados com bits de endereço de alta ordem que não são usados quando ACT é alto. A combinação de RAS = L e CAS = WE = H que codificou previamente um comendo de ativação não é usada.
Como nas codificações SDRAM anteriores, A10 é usado para selecionar variantes de comando: pré-carga automática em comandos de leitura e gravação e um banco contra todos os bancos para o comando de pré-carga. Ele também seleciona duas variantes do comando de calibração ZQ.
Como em DDR3, A12 é usado para solicitar burst chop: truncamento de um burst de 8 transferências após quatro tranferências. Embora o banco ainda esteja ocupado e indisponível para outros comandos até que tenham decorrido oito tempos de transferência, um banco diferente pode ser acessado.
Além disso, o número de endereços de bancos aumento muito. Existem quatro bits de seleção de banco para selecionar até 16 bancos em cada DRAM: dois bits de endereço de banco (BA0, BA1) e dois bits de grupo de banco (BG0, BG1). Existem restrições de tempo adicionais ao acessar bancos dentro do mesmo grupo de bancos; é mais rápido acessar um bnco em um grupo de bancos diferente.
Além disso, existem três sinais de seleção de chip (C0, C1, C2), permitindo que até oito chips empilhados sejam colocados dentro de um único pacote DRAM. Estes atuam efetivamente como mais três bits de seleção de banco, elevando o total para sete (128 bancos possíveis).
As taxas de tranferência padrão são 1600, 1866, 2133, 2400, 2666, 2933 e 3200MT/s (12⁄15, 14⁄15, 16⁄15, 18⁄15, 20⁄15, 22⁄15, e 24⁄15 frequências de clock de GHz, taxa de dados dupla), com velocidades de até DDR4-4800(clock de 2400MHz) disponíveis comercialmente.

### Consideração de design
A equipe DDR4 da Micron Technology identificou alguns pontos-chave para o projeto de IC e PCB:
Projeto de IC:
- Calibração VrefDQ (DDR4 "requer que a calibração VrefDQ seja realizada pelo controlador");
- Novos esquemas de endereçamento ("agrupamento de bancos", ACT para substituir os comandos RAS, CAS e WE, PAR e Alert para verificação de erros e DBI para inversão de barramento de dados);
- Novos recursos de economia de energia (auto-atualização de baixo consumo de energia, atualização controlada por temperatura, atualização de granularidade fina, inversão de barramento de dados e latência CMD/ADDR)

Projeto de placa de circuito:
- Novas fontes de alimentação (VDD/VDDQ a 1,2V e aumento de wordline, conhecido como VPP, a 2,5V);
- O VrefDQ deve ser fornecido internamente à DRAM enquanto o VrefCA é fornecido extremamente à placa;
- Os pinos DQ terminam em alta usando E/S de dreno pseudo-aberto (isso difere dos pinos CA em DDR3, que são centralizados no VTT).[56]

As técnicas de mitigação de Rowhammer incluem capacitores de armazenamento maiores, modificando as linhas de endereço para usar a randomização do layout do espaço de endereço e linhas de E/S de voltavem dupla que isolam ainda mais as condições de limite potenciais que podem resultar em instabilidade em altas velocidades de gravação/leitura.

### Embalagem do módulo

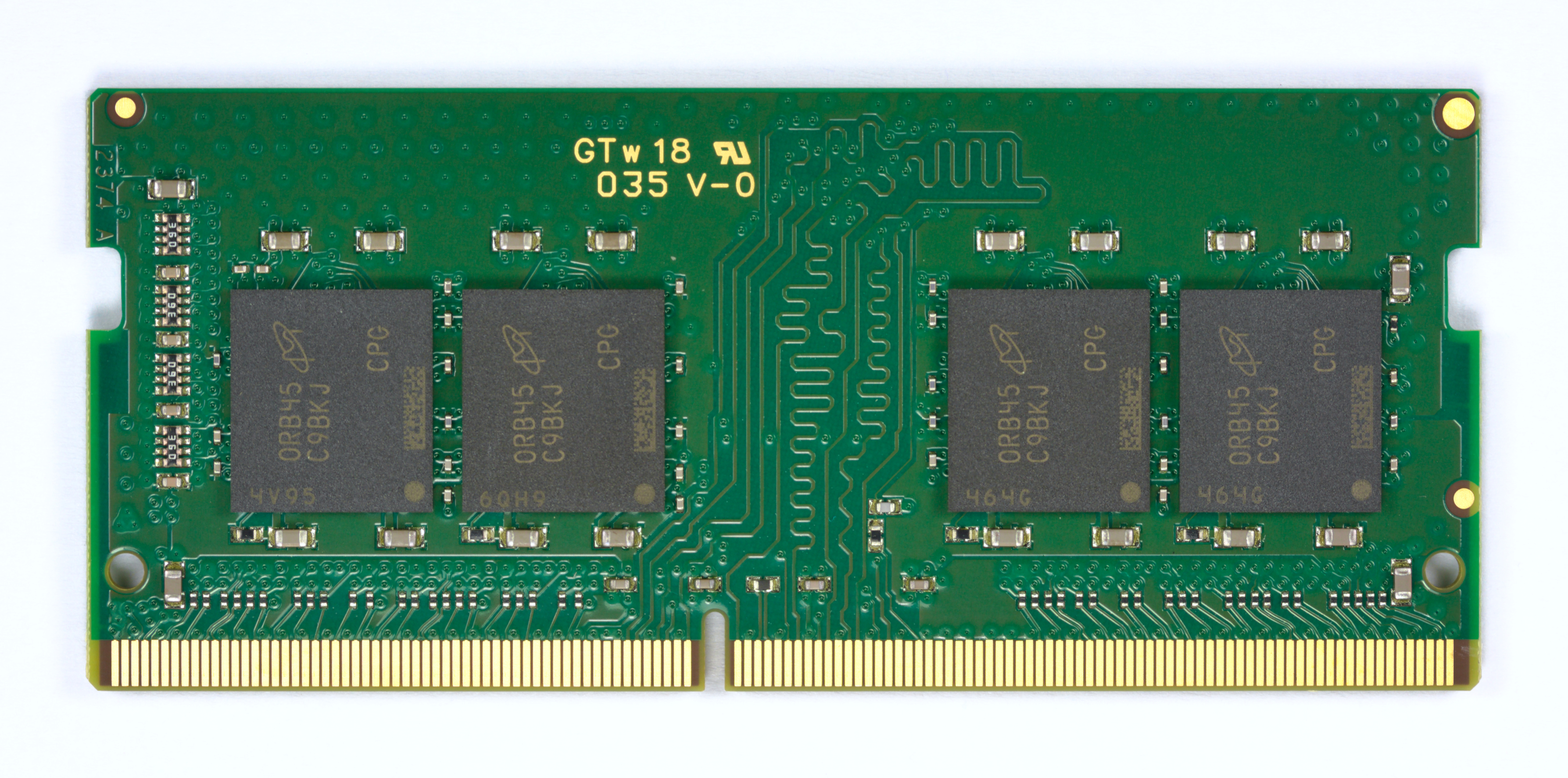
Um módulo 16GB DDR4 SO-DIMM da Micron

A memória DDR4 é fornecida em módulos de memória dupla em linha (DIMMs) de 288 pinos, semelhante em tamanho aos DIMMs DDR3 de 240 pinos. Os pinos são espaçados mais próximos (0,85 mm em vez de 1,0) para caber o número aumentado dentro do mesmo comprimento DIMM padrão de 5¼ polegadas (133,35mm), mas a altura é ligeiramente aumentada (31,25mm/1,23pol em vez de 30,35mm/1,2pol.) para tornar o roteamento de sinal mais fácil e a espessura também é aumentada (de 1,0 para 1,2mm) para acomodar mais camadas de sinal. Os módulos DDR4 DIMM têm um conector de orda ligeiramente curvado, de modo que nem todos os pinos são engatados ao mesmo tempo durante a inserção do módulo, diminuindo a força de inserção.
DDR4 SO-DIMMs têm 260 pinos em vez dos 204 pinos de DDR3 SO-DIMMs, espaçados em 0,5 em vez de 0,6 mm e são 2,0mm mais largos (69,6 contra 67,6mm), mas permanecem os mesmos 30mm de altura.
Para sua microarquitetura Skylake, a Intel projetou um pacote SO-DIMM chamado UniDIMM, que pode ser preenchido com chips DDR3 ou DDR4. Ao mesmo tempo, o controlador de memória integrado (IMC) das CPUs Skylake é anunciado como sendo capaz de funcionar com qualquer tipo de memória. O objetivo dos UniDIMMs é ajudar na transição do mercado de DDR3 para DDR4, onde o preço e a disponibilidade podem tornar indesejável a troca do tipo de RAM. UniDIMMs têm as mesmas dimensões e número de pinos que DDR4 SO-DIMMs regulares, mas o entalhe do conector de borda é colocado de forma diferente para evitar o uso acidental em soquetes DDR4 SO-DIMM incompatíveis.

## Módulos

### Módulo DDR4 padrão JEDEC
| Nome padrão                                  | Clock de memória (MHz) | I/O bus clock (MHz) | Taxas de dados (MT/s) | Nome do módulo | Taxa de transferência de pico (MB/s) | Tempos CL-tRCD-tRP                  | Latência CAS (ns)    |
| -------------------------------------------- | ---------------------- | ------------------- | --------------------- | -------------- | ------------------------------------ | ----------------------------------- | -------------------- |
| DDR4-1600J* DDR4-1600K DDR4-1600L            | 200                    | 800                 | 1600                  | PC4-12800      | 12800                                | 10-10-10 11-11-11 12-12-12          | 12.5 13.75 15        |
| DDR4-1866L* DDR4-1866M DDR4-1866N            | 233.33                 | 933.33              | 1866.67               | PC4-14900      | 14933.33                             | 12-12-12 13-13-13 14-14-14          | 12.857 13.929 15     |
| DDR4-2133N* DDR4-2133P DDR4-2133R            | 266.67                 | 1066.67             | 2133.33               | PC4-17000      | 17066.67                             | 14-14-14 15-15-15 16-16-16          | 13.125 14.063 15     |
| DDR4-2400P* DDR4-2400R DDR4-2400T DDR4-2400U | 300                    | 1200                | 2400                  | PC4-19200      | 19200                                | 15-15-15 16-16-16 17-17-17 18-18-18 | 12.5 13.32 14.16 15  |
| DDR4-2666T DDR4-2666U DDR4-2666V DDR4-2666W  | 333.33                 | 1333.33             | 2666.67               | PC4-21300      | 21333.33                             | 17-17-17 18-18-18 19-19-19 20-20-20 | 12.75 13.50 14.25 15 |
| DDR4-2933V DDR4-2933W DDR4-2933Y DDR4-2933AA | 366.67                 | 1466.67             | 2933.33               | PC4-23466      | 23466.67                             | 19-19-19 20-20-20 21-21-21 22-22-22 | 12.96 13.64 14.32 15 |
| DDR4-3200W DDR4-3200AA DDR4-3200AC           | 400                    | 1600                | 3200                  | PC4-25600      | 25600                                | 20-20-20 22-22-22 24-24-24          | 12.5 13.75 15        |

Lantência CAS (CL)ciclos de clock entre o envio de um endereço de coluna para a memória e o início dos dados em resposta
tRCDCiclos de clock entre  ativação de linha e leituras/gravações
tRPO clock alterna entre a pré-carga da linha e a ativação
DDR4-xxxx denota taxa de tranferência de dados por bit e é normalmente usado para descrever chips DDR. PC4-xxxx denota a taxa de transferência geral, em megabytes por segundo, e se aplica apenas a módulos (DIMMs montados). COmo os módulos de memória DDR4 transferem dados em um barramento de 8 bytes (64 bites de dados), a taxa de tranferência de pico do módulo é calculada tomando as transferências por segundo e multiplicando por oito.

## Sucessor
No Intel Developer Forum 2016, o futuro da SDRAM DDR5 foi discutido. As especificações foram finalizadas no final de 2016 - mas nenhum módulo estará disponível antes de 2020. Outras tecnologias de memória - nomeadamente HBM nas versões 3 e 4 - com o objetivo de substituir DDR4 também foram propostas.
Em 2011, a JEDEC publicou o padrão Wide I/O 2; ele empilha múltiplas matrizes de memória, mas faz isso diretamente na parte superior da CPU e no mesmo pacote. Este layout de memória oferece maior largura de banda e melhor desempenho de energia do que DDR4 SDRAm e permite uma interface ampla com comprimentos de sinal curtos. Seu objetivo principal é substituir vários padrões DDRX SDRAM móveis usados em dispositivos móveis e incorporados de alto desempenho, como smartphones. Hynix porpôs similar High Bandwidth Memory (HBM), que foi publicado como JEDEC JESD235. Tanto Wide I/O 2 quanto HBM usam uma interface de memória pralela muito ampla, com até 512 bits de largura para Wide I/O 2 (em comparação com 64 bits para DDR4), rodando uma frequência mais baixa do que DDR4. Wide I/O 2 é direcionado a dispositivos compatctos de alto desempenho, como smartphones, onde será integrado aos pacores de processador ou sistema em um chip (SoC). HBM é voltado para memória gráfica e computação em geral, enquanto HMC é voltado para servidores de alta tecnologia e aplicativos corporativos.
O Hybrid Memory Cube (HMC), da Micron Technology, de memória empilhada usa uma interface serial. Muitos outros barramentos de computador migraram para a substituição de barramentos paralelos por barramentos seriais, por exemplo, pela evolução do Serial ATA substituindo o Parallel ATA, PCI Express substituindo o PCI e portas seriais substituindo as portas paralelas. Em geral, os barramentos seriais são mais fáceis de escalar e têm menos fios/traços, tornando as placas de cricuito utilizadas mais fáceis de projetar.
No longo prazo, os especialistas especulam que os tipos de RAM não voláteis como PCM (memória de mudança de fase), PRAM (memória de acesso aleatório resistiva) ou MRAM (memória de acesso aleatório magnetorresistiva) poderiam substituir SDRAM DDR4 e seus sucessores.
GDDR5 SGRAM é um tipo gráfico de RAM gráfica síncrona DDR3, que foi introduzido antes do DDR4 e não é sucessor do DDR4.